# 马恩河畔埃索姆
马恩河畔埃索姆（法語：Essômes-sur-Marne，法語發音：[ɛsom syʁ maʁn]）是法国上法蘭西大區埃纳省的一个市镇，属于蒂耶里堡区。

## 地理
马恩河畔埃索姆（49°1'46"N, 3°22'27"E）面积28.55 平方千米，位于法国上法蘭西大區埃纳省，该省份为法国北部内陆省份，北起北部省，西接索姆省和瓦兹省，东临阿登省和马恩省，西南至塞纳-马恩省，东北部与比利时接壤。
与马恩河畔埃索姆接壤的市镇（或旧市镇、城区）包括：马恩河畔阿济、博内伊、布雷什、马恩河畔沙尔利、蒂耶里堡、马恩河畔谢济、库普吕、吕西勒博卡日、诺让泰勒。

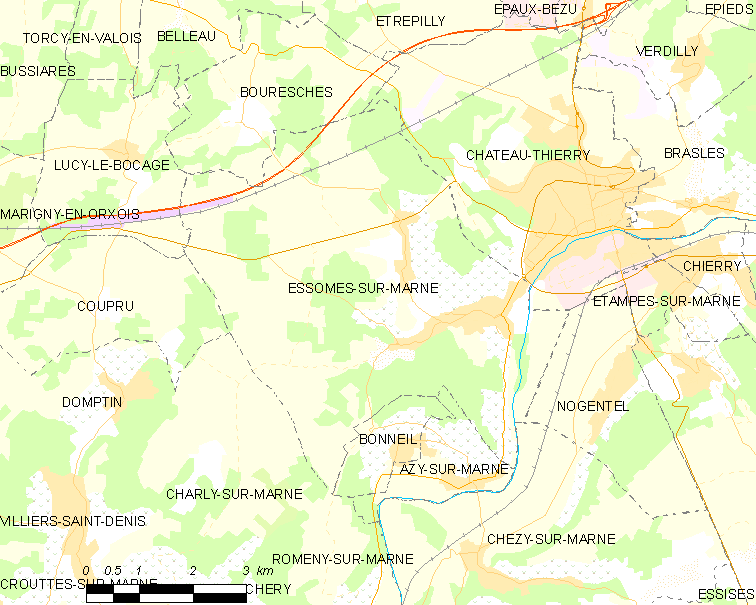
马恩河畔埃索姆的OSM定位图

马恩河畔埃索姆的时区为UTC+01:00、UTC+02:00（夏令时）。

## 行政
马恩河畔埃索姆的邮政编码为02400，INSEE市镇编码为02290。

## 政治
马恩河畔埃索姆所属的省级选区为马恩河畔埃索姆县。

## 人口

1962-2008年间马恩河畔埃索姆人口变化图示

马恩河畔埃索姆于2022年1月1日时的人口数量为2698人。